# Lux Interior
Erick Lee Purkhiser, plus connu sous le nom de Lux Interior (né le 21 octobre 1946 à Stow, Ohio, et mort le 4 février 2009 à Glendale, Californie), est un chanteur américain. Il fut l'un des membres fondateurs du groupe de rock The Cramps.

## Biographie
Lux Interior est né à Stow, ville située dans l'Ohio à la périphérie d'Akron, où son père est contremaitre à l'Usine Goodyear. Durant son enfance et son adolescence, Lux ne rate aucun des films d'horreur de série B qui passent alors à la télévision, ainsi que les classiques de la RKO des années 1940. Comme de nombreux jeunes de son âge, il passe également tous ses week-ends au cinéma du coin. Mais une émission de radio retient son attention : celle de Pete Myers sur WHKK, qui mélange durant son show : films d'horreur, rock' n roll et rythm'n blues. Lux est également fan de la série Shock Theater diffusée par WJW, la chaîne de télé locale de Cleveland. Son présentateur, l'acteur Ernie Anderson, alias Ghoulardi, devient le personnage le plus célèbre de la région. Sous l'influence de son grand frère, Lux se passionne pour le rock' n roll. Au début des années 1960, il passe dans la clandestinité afin d'échapper au recensement militaire pour la guerre du Viêt Nam. Puis vers la fin des sixties il quitte l'Ohio pour rejoindre la Californie. Il s'inscrit aux Beaux-Arts à l'Université, mais passe la majeure partie de son temps à boire de l'alcool et à prendre toutes sortes de drogues. À partir de 1972, Lux arrête définitivement la peinture pour se lancer dans la collection de disque de rock' n roll après que son grand frère Mike lui ait cédé sa propre collection de disques de vinyle. C'est à cette époque qu'il prend en stop une jeune femme dénommée Kristy Marlana Wallace, qui deviendra sa compagne pour la vie sous le nom de Poison Ivy. Lux et Ivy restent un temps à Sacramento, puis décident de s'installer finalement à Akron au début de l'année 1975. Durant le voyage ils font un détour par Memphis où ils achètent les 190 singles de rockabilly du catalogue Sun Records, déstockés à bas prix par John, le frère du propriétaire historique, Sam Phillips. 
Lux Interior est mort le 4 février 2009 à 4 heures 30 du matin, heure locale, au Memorial Hospital de Glendale en Californie, en raison de problèmes cardiaques. Il avait 62 ans.

## Influences
Parmi les influences majeures de Lux Interior, on trouve d'abord Marc Bolan, de T.Rex, qu'il découvre lors d'un concert à Cleveland, puis Iggy Pop qu'il tenta souvent d'imiter pendant ses concerts; et enfin les New York Dolls qu'il découvre à San Francisco.
Il était également fan de Dexter Romweber (en), de Black Sabbath, de Johnny Burnette, de The Chantays, des The Flamin' Groovies et des Four Winds (en).
Il déclara, à propos des Hives et des Strokes : « Je ne vois pas ce que leurs disques ont d'excitant, mais les gamins ont raison d'écouter ça plutôt que de la techno. ».

## Anecdote
Collectionneur de disques vinyles, il déclara posséder l'équivalent d'une maison pleine de vinyles.
C'est au hasard d'une publicité pour une voiture de marque Chevrolet qu'Erik Lee Purkhiser trouva son pseudonyme « Lux Interior ».
Le groupe de noisecore français Lux Inferior lui rend un hommage évident, bien que très éloigné de son registre musical.